# Reuzenmurene
De reuzenmurene (Gymnothorax javanicus) is een murenensoort uit het geslacht Gymnothorax. Deze murene komt voor in de rifgebieden van de Indische en de Stille Oceaan en de Rode Zee. Hij behoort tot de grootste murenen in deze gebieden en kan een lengte van 3 meter bereiken.
Zijn vlees is vaak giftig (ciguatoxisch). Volwassen exemplaren hebben talrijke grote zwarte luipaard-achtige vlekken. Hij voedt zich met vissen en schaaldieren.

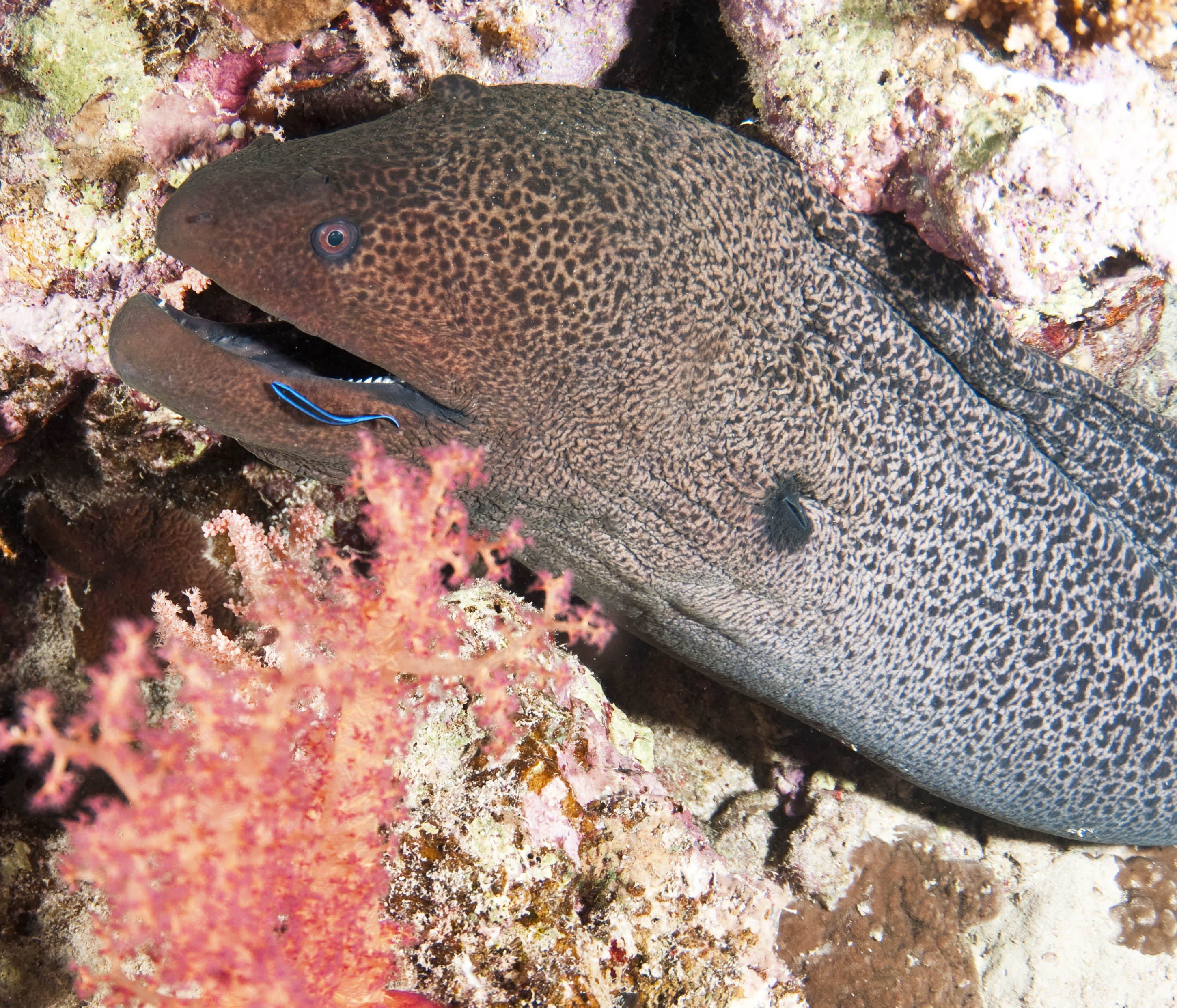
murene met poetsvis (Rode Zee)

1. ↑  (en) Reuzenmurene op de IUCN Red List of Threatened Species.